# Parc national de Pacaás Novos
Le parc national de Pacaás Novos (portugais : Parque Nacional de Pacaás Novos) est un parc national situé dans l'état de Rondônia au Brésil. Il a une superficie de 7 087 km2. Il a été créé le 21 septembre 1979, lorsque l’occupation accélérée de la nouvelle frontière agricole que représentait l’État de Rondônia, qui a commencé dans les années 1970, a rendu indispensable la protection d’une partie de ses ressources naturelles.

## Description
La végétation est une grande mosaïque. Dans les parties les plus élevées, il y a de vastes zones de cerrado (savane) et, dans les vallées et les pentes, des zones forestières typiquement amazoniennes. Les rivières et les ruisseaux qui prennent leur source dans les monts Pacaás Novos et Uopiane forment des rapides et des cascades d’une grande beauté
Le parc comporte de nombreux reliefs rocheux. Le point culminant est le Pico do Tracoá, avec 1 126 m d’altitude, ce qui en fait le plus haut sommet de l’État.
La faune est très diversifiée, mêlant des éléments fauniques caractéristiques de l’Amazonie et du Cerrado. Il y a des oiseaux tels que : ara hyacinthe, perroquets, toucan toco, faucons, perruches, araçari, vautour royal, etc. Les mammifères comprennent : cochon sauvage, pécari, chat sauvage, jaguar, ocelot, jaguarondi, cerf de la pampa, agouti, lièvre, tapir, singes (singe capucin, singe de nuit...), tatous (tatou géant, tatou à neuf bandes et tatou à queue nue) et fourmiliers (fourmilier géant).